# Wishbone
Wishbone era una serie de televisión infantil producido por Lyrick Studios (ahora HiT Entertainment) y transmitida desde 1995 hasta 1997 en los Estados Unidos y en Latinoamérica desde 1998-2000 por el ya desaparecido canal Fox Kids y durante el 2002 en el antiguo Discovery Kids hasta mediados del año 2002.
El programa fue filmado en el estudio Lyrick en Allen, Texas (con 4.600 metros cuadrados de espacio). Entre las historias interpretadas se encuentran "Las aventuras de Tom Sawyer," "Oliver Twist," "Romeo y Julieta" y "Orgullo y prejuicio."

## Trama
El personaje principal es un perro parlante llamado Wishbone (protagonizado por Soccer) que vive con su dueño Joe Talbot y la madre de este en el pueblo ficticio de Oakdale, Texas. Wishbone imagina ser el personaje principal de una obra literaria, haciendo un paralelo con los sucesos de la vida de Joe y sus amigos. Solamente los espectadores y los personajes en la obra pueden oír hablar a Wishbone (en la obra además, Wishbone aparece vestido como el personaje que interpreta). Wishbone es más conocido en el programa como "El perro con una gran imaginación".

## Secuencia del episodio
Un episodio normal de la serie comienza cuando la familia de Wishbone realiza una situación cualquiera (por ejemplo, un día de plantar un árbol o Joe donando comida). Cuando uno de los personajes principales realiza un acto noble, Wishbone hace un flashback a una famosa obra literaria en la cual él sueña que es el protagonista y salva la situación, hasta que la historia termina. Los últimos dos minutos del episodio son protagonizados por Wishbone narrando alguna descripción de un fondo o como se realizó el episodio, disfraces que se han hecho, exposición de efectos que realizaron o que efectos visuales se han creado.
Además una película de 90 minutos fue realizada: "Días del oeste perrunos de Wishbone" basada en la historia "Corazón del oeste".

## Personajes
- Wishbone:  Un perro de raza Jack Russell terrier que vive junto con Talbot en su hogar en la Avenida Bosque, Oakdale. Cuando duerme sueña con obras literarias y es el protagonista del sueño, también en el sueño involucra a sus dueños como personajes de la misma obra literaria que está soñando

- Joe Talbot: Propietario adolescente de Wishbone, el hijo único de Steve y Ellen Talbot. Joe tiene el pelo castaño y gran interés en los deportes, particularmente en el basketball además de ser jugador de baloncesto en el equipo escolar de Sequoyah Middle School, sus mejores amigos son Samantha Kepler y David Barnes. Su padre Steve, que era un entrenador del equipo de baloncesto, murió cuando Joe apenas tenía seis años por una rara enfermedad

- David Barnes: Vecino y mejor amigo de Joe. Vive en la Avenida Bosque junto a sus padres Nathan y Ruth Barnes y su hermana menor Emily. Futuramente David quiere ser científico

- Samantha Kepler: Amiga de Joe y David. Su padre, Walter Kepler es propietario de una pizzería local "Pepper Pete's". Su cabello es rubio y es la más aventurera de todos. Sus padres se han divorciados.

- Ellen Talbot: La madre de Joe, como él, tiene el cabello castaño oscuro. Trabaja como bibliotecaria local en la librería Henderson Memorial Library en Oakdale.

- Karis Vick: Amigo perdido de Wishbone, solo se le apareció en un sueño, como Don Quijote

- Wanda Gilmore: La vecina excéntrica de Talbot. Wanda es la propietaria del diario Oakdale Chronicle y presidenta de la Sociedad Histórica. Es una persona amistosa, Pero odia que Wishbone desentierre sus flores. Es la hija de Giles Gilmore.

## Nominaciones
- Academy of Television Arts & Sciences First Honor Roll of Children's Programming, 1999
- George Foster Peabody Award, 1998
- Emmy Award - Diseño y decoración (1997)
- Emmy Award - Estilistas y diseño de vestuario (1997)
- Emmy Award - Graphics and Title Design, 1997
- Emmy Award Nominations, Mejor episodio: "WISHBONE's Dog Days of the West" (1998)
- Diseño del título
- Television Critics Association - Mejor programa para niños (1996-1997)

## Casting
- Soccer
- Larry Brantley - Voz de Wishbone
- Jordan Wall - Joe Talbot
- Adam Springfield - David Barnes
- Christie Abbott - Samantha Kepler
- Mary Chris Wall - Ellen Talbot
- Angee Hughes - Wanda Gilmore
- Justin Reese - Nathaniel Bobelesky

## Otros
Muchos de los episodios han sido lanzados en videos en formato VHS, incluyendo un juego de computadora llamado "Wishbone y la emocionante odisea".